# 크레이들 윌 락
크레이들 윌 락(Cradle Will Rock)은 미국에서 제작된 팀 로빈스 감독의 1999년 드라마 영화이다. 행크 아자리아 등이 주연으로 출연하였고 팀 로빈스 등이 제작에 참여하였다.

## 출연

### 주연
- 행크 아자리아
- 루벤 블레이즈
- 조안 쿠삭
- 존 쿠삭

### 조연
- 캐리 엘위스
- 필립 베이커 홀
- 체리 존스
- 앵거스 맥페이든
- 빌 머레이
- 바네사 레드그레이브

## 제작진
- 미술: 리차드 후버
- 의상: 루스 마이어스
- 배역: 더글러스 아이벨